# Gottesackerkirche St. Maria (Freising)
Die Gottesackerkirche St. Maria Himmelfahrt ist eine katholische Friedhofskirche in Freising.
Die Kirche liegt am östlichen Ende des Friedhofs der Pfarrei St. Georg, unmittelbar nördlich an die Freisinger Altstadt angrenzend.
Die erste Erwähnung des Friedhofes stammt aus einer Urkunde des Stifts St. Veit aus dem Jahr 1410. Dort wird ein ellender Freithof vor dem Ziegeltor außerhalb der Freisinger Stadtbefestigung erwähnt. Dieser Armenfriedhof geht vermutlich auf einen Pestfriedhof aus der ersten Hälfte des 14. Jahrhunderts zurück. 1543 erwarb Fürstbischof Heinrich von der Pfalz einen Teil des Geländes und ließ dort die Gottesackerkirche im spätgotischen Stil 1543–45 errichten (1549 geweiht), und einen Friedhof für die damaligen drei Freisinger Pfarreien St. Georg, St. Veit und St. Andreas anlegen.
Die Kirche besteht aus Chor und Saalraum mit weitgespanntem Gewölbe. Das Hochaltarretabel im Stil des Rokoko ist um 1706 entstanden, die Seitenaltarretabeln um 1678. In der Kirche sind zahlreiche Grabmäler und Epitaphe erhalten.
Eine kleine Orgel mit sechs Registern auf einem Manual und Pedal wurde 1863 von Alois Rubenbauer gebaut.
2018 erhielt der Altarraum eine neue Ausstattung: die Prinzipalien Altar, Ambo, Osterleuchter, Sedilien und Kredenz wurden aus grauem Kalkstein neu angefertigt und von Weihbischof Bernhard Haßlberger geweiht.

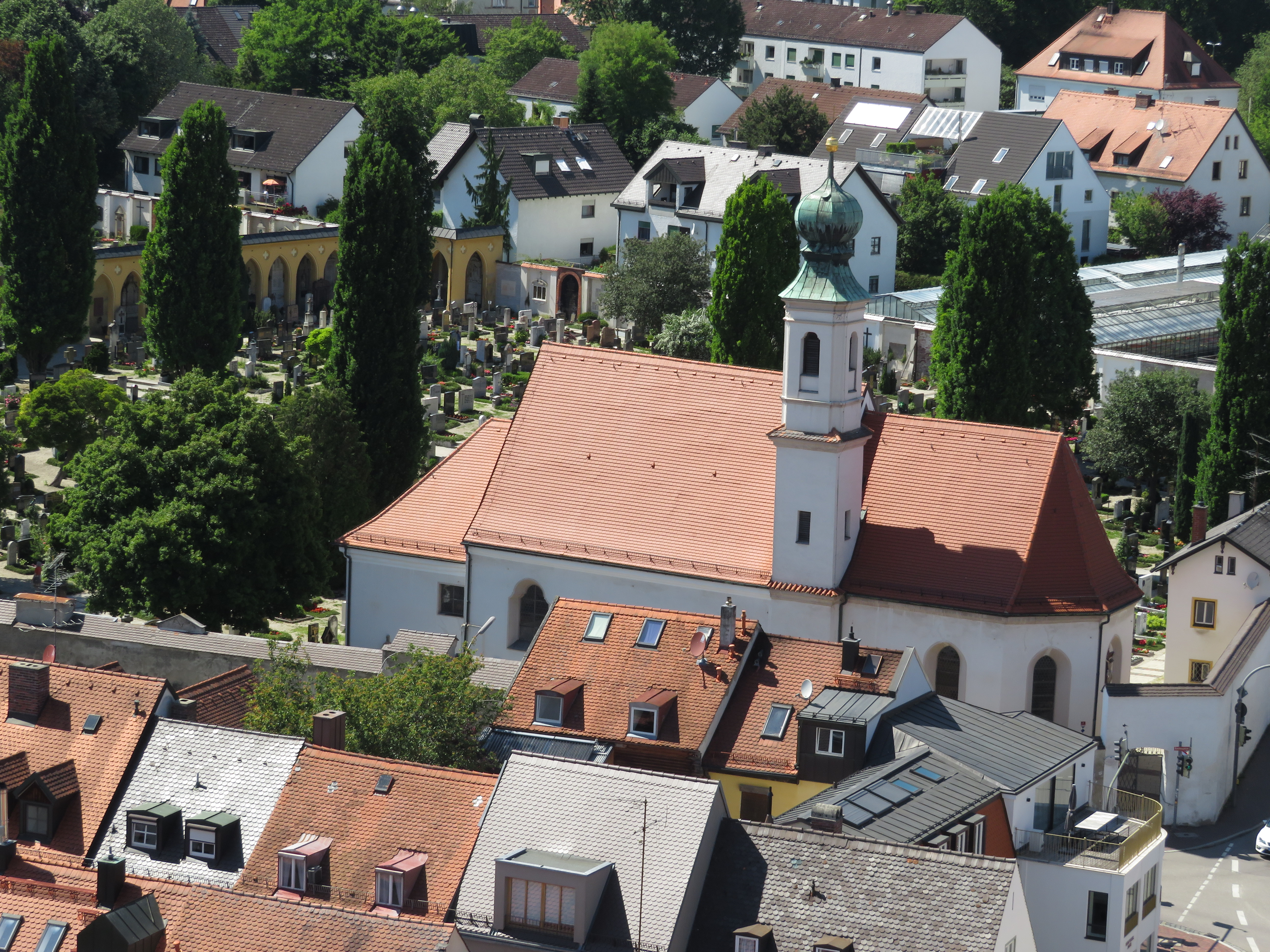
Gottesackerkirche St. Maria vom Turm der Stadtpfarrkirche St. Georg gesehen
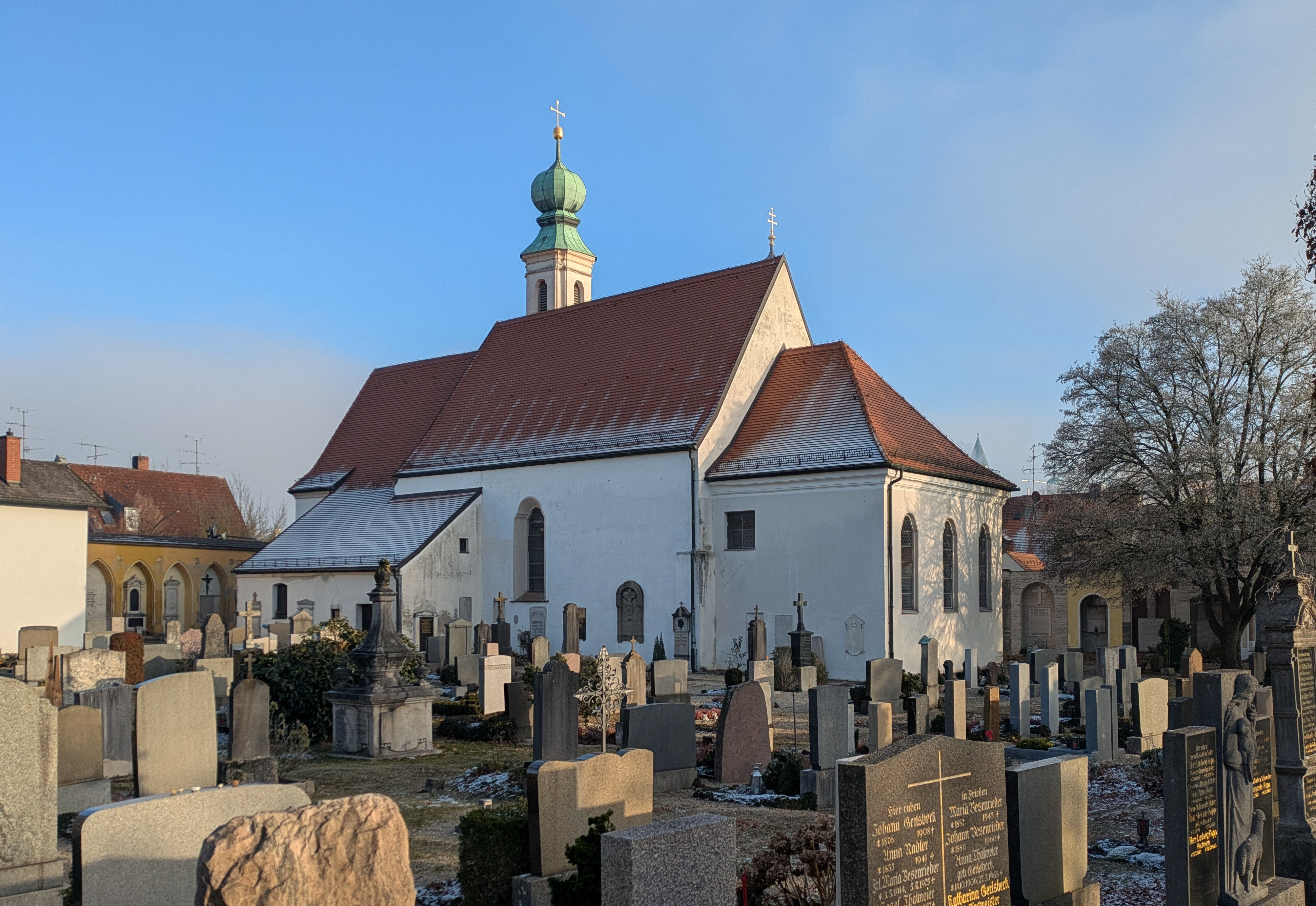
Gottesackerkirche St. Maria vom Friedhof aus gesehen
Innenraum der Gottesackerkirche St. Maria mit neuen Prinzipalien
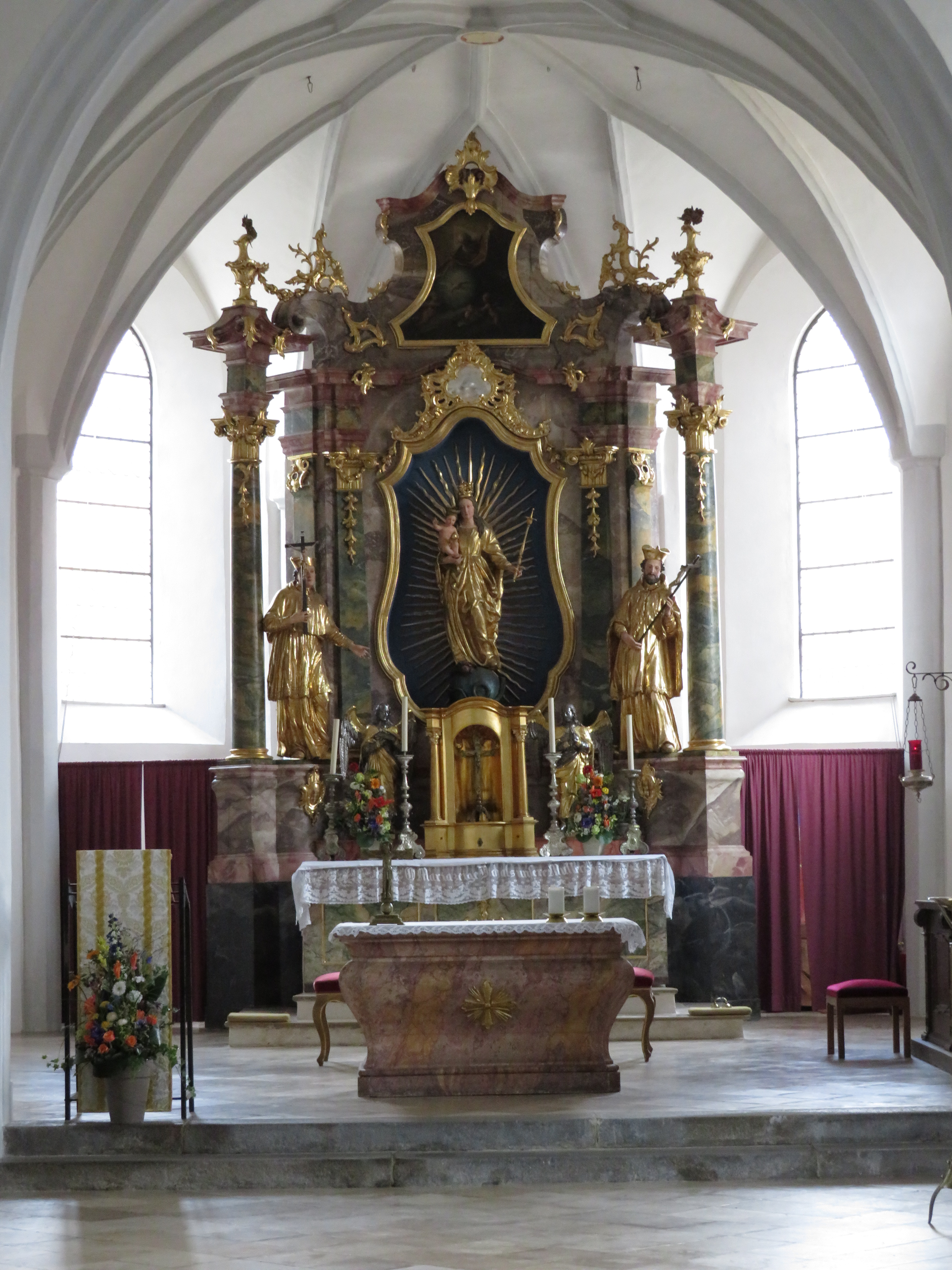
Hauptaltar der Gottesackerkirche St. Maria